# Jamaitidion
Jamaitidion is een monotypisch geslacht van spinnen uit de familie van de Theridiidae (Kogelspinnen).

## Soort
- Jamaitidion jamaicense Levi, 1959